# غرانیق
غَرانیق در ادبیات اسلامی اشاره به ماجرایی دارد که بر اساس برخی منابع مانند تاریخ طبری، محمد پیامبر اسلام در دوران زندگی در مکه در حال خواندن سورهٔ نجم بود که شیطان دو آیهٔ کوتاه در دهان وی قرار داد و سپس توسط جبرئیل از وحی نبودن این آیات و شیطانی‌بودن آن آگاه شد. اکثر مستشرقین صحت تاریخی داستان غَرانیق را  پذیرفته‌اند، با این استدلال که احتمالش کم است مسلمانان چنین داستانی علیه خودشان جعل کنند یا آن را از معاندان اسلام بپذیرند. بیشتر مسلمانان دوران معاصر تا پیش از انتشار رمان جنجالی آیات شیطانی در دههٔ ۱۹۸۰ میلادی توسط سلمان رشدی در این مورد، از این ماجرا اطلاعی نداشتند.

## پیرامون واژه
غرانیق، جمع غرنوق یا غرنیق است. غرنوق به معنای مرغ آبی است که گردن بلندی دارد و سپید یا سیاه‌رنگ است، به معنای جوان سپید زیباروی نیز به کار رفته است. برخی غرنوق را لک‌لک یا بوتیمار (غم خورک) نیز معنا کرده‌اند. از این رو این آیات را غرانیق می‌نامند که به گمان اعراب بت‌ها، مانند پرندگان، به آسمان عروج می‌کنند و برای پرستندگان خود شفاعت می‌نمایند، نزدیکی معنایی دارد.

## شرح ماجرا

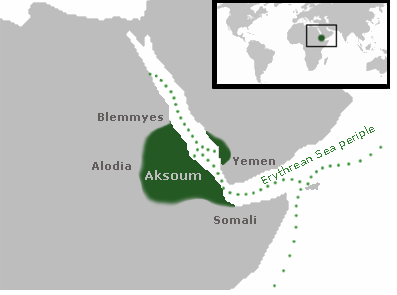
موقعیت جغرافیایی حبشه.

در سال ۶۱۵ میلادی (۸ ق. ه)، برخی از پیروان محمد به حبشه هجرت کردند. طبق اساس‌نامه عروه (مندرج در طبری) اکثر مهاجران پس از قوی تر شدن اسلام -به دنبال مسلمان شدن عمر و حمزه - به شهر خود بازگشتند. اما داستانی کاملاً متفاوت در مورد دلیل بازگشت مهاجران حبشه به مکه بیان شده است. این داستان که با نام «غرانیق» شناخته می‌شود در متون تاریخی نقل شده است. اما این مسئله در سیره ابن هشام و احتمالاً در سیره ابن اسحاق نقل نشده است. بر پایه این روایت، محمد هنگام خواندن سوره نجم، دو آیه را که شیطان به وی القا کرده بود خواند و وجود سه خدای مکه — که دختران الله خوانده می‌شدند — را پذیرفت، آن‌ها را ستایش کرد، و شفاعتشان را وارد دانست، در این سوره (آیه‌های ۱۹ و ۲۰) اشاره‌ای به سه بت معروف اعراب پیش از اسلام (لات، عزی و منات) است. طبق داستان غرانیق محمد دو آیهٔ دیگر در ادامهٔ این دو آیه خوانده است که بعدها به عنوان اینکه این آیه‌ها را شیطان بر زبان محمد جاری ساخته است و محمد از ابراز آن پشیمان شده است از متن قرآن حذف شده است. متن دو آیهٔ ادعا شده چنین است:
«فاِنّهُن الغرانیقُ العُلی و اِنّ شفاعتَهُنّ لَتُرتَجی»معنی آن به فارسی چنین است: «ایشان مرغان بلندپروازند که بر شفاعتشان امید می‌رود». نام ماجرا از همین واژهٔ غرانیق که در متن عربی دیده می‌شود گرفته شده است. ادامهٔ ماجرا چنین است که سرانجام محمد آیهٔ سجده را خواند و مسلمانان و نامسلمانان به سجده افتادند. این رفتارها و گفتارها نوعی سازش با نامسلمانان تلقی می‌شد. مسلمانان مهاجر پس از شنیدن این خبر به مکه بازگشتند. در ادامه این روایت‌ها نقل می‌کنند، پس از نازل شدن جبرییل بر محمد و آگاه ساختن او، وی این آیه‌ها را پس گرفت.

## رویکردها و واکنش‌ها
برخورد مسلمانان با ماجرای غرانیق که در بعضی کتاب‌های تفسیر آمده است چندگونه است. عده‌ای با توجه به این ماجرا (و پذیرفتن تلویحی یا نسبی آن) و مواردی دیگر «عصمت» را تنها در ابلاغ رسالت دانسته‌اند. گروهی دیگر از جمله شیعیان منکر این ماجرا هستند و به نظرشان این داستان به دلایل تاریخی و عقلی جعلی است. از جمله آیهٔ ۵۲ سورهٔ حج را که در بالا گفته آمد آیه‌ای مدنی می‌دانند.
در بعضی تفسیرها شأن نزول آیهٔ۵۲ سورهٔ حج را همین ماجرای غرانیق دانسته‌اند. در این آیه خطاب به محمد گفته می‌شود که پیغامبری پیش از تو [محمد] نفرستادیم جز آنکه چون برخواند شیطان به وی القائاتی کرد و خدا آن القائات را باطل کرد؛ و این را از بابت پشیمانی سترگی که محمد از برخواندن آن دو جمله احساس می‌کرده است، دانسته‌اند. البتّه در قرآن لفظ شیطان به انسان هم نسبت داده شده و بعضی انسان‌ها شیطان نامیده شده‌اند.
به گفته لغت‌نامه دهخدا داستان غرانیق از داستان‌هائی است که از طرف مخالفین اسلام ساخته شده است و به تفسیر بهاءالدین خرمشاهی ماجرایی است علیه قرآن و اصالت وحی. این داستان در تاریخ طبری، تفسیر طبری، طبقات ابن سعد و اسباب التنزیل واقدی با سندهای مفرد نقل شده است.
برخی مسلمانان قرن چهارم هجری به بعد این روایت‌ها را نادرست می‌گویند.
اکثر مستشرقین این داستان را با این استدلال پذیرفته‌اند که امکان اینکه مسلمانان خودشان چنین داستانی را ابداع کنند، یا اینکه آن را از معاندان اسلام بپذیرند کم است. دانشنامه اسلام این استدلال را ناکافی می‌داند و می‌نویسد «داستان [غرانیق] در شکل فعلی آن به گونه‌ای که توسط طبری، واقدی و ابن سعد نقل شده تحت عنوان واقعیت تاریخی به دلایل مختلف قابل پذیرش نیست.» (و قطعاً یک تفسیر جعلی از قرآن است که بعداً افزوده شده است.) این دانشنامه اما امکان وجود برخی حقایق تاریخی پشت این داستان را منتفی نمی‌داند.
دائرةالمعارف قرآنی لایدن بیشتر سندهای داستان مشهور به غرانیق را منتهی به تابعین و گاه به برخی از صحابه می‌داند که از لحاظ زمان‌بندی نمی‌توان به جمع‌بندی دقیقی رسید جز آنکه داستان به صورت نسبی قدیمی است. همچنین شواهدی مبنی بر اینکه ممکن است این داستان در زمانی در نیمه اول قرن دوم هجری (هشتم میلادی) پدید آمده باشد، وجود دارد.
به گفته دانشنامه اسلام، سجده کردن، مسجد و امثال آن‌ها که در ذیل داستان غرانیق آمده در دوران حضور مسلمانان در مکه وجود نداشتند.
طبری مطلب را به گونه‌ای آورده که داستان غرانیق (سوره نجم) روز اتفاق افتاد و آیه ۵۳ سوره حج همان شب نازل شد. حال آنکه سوره حج مدنی است و فاصله بین نزول دو سوره نجم و حج حداقل پنج سال است.
به نقل ابن سعد غرانیق در رمضان سال پنجم بعثت رخ داد و مهاجران در شوال همان سال به مکه بازگشتند. اینکه مسافری از مکه خبر را به حبشه برساند و بعد مهاجران از حبشه به مکه بازگردند در آن زمان در یک ماه ممکن نبود.
به گفته سید جعفر مرتضی عاملی اسناد این داستان راوی اصلی را یکی از تابعین یا اصحابی معرفی می‌کنند که در آن زمان متولد نشده بود.
این داستان که با نام «غرانیق» شناخته شده است در تاریخ طبری، تفسیر طبری، طبقات ابن سعد و اسباب التنزیل واقدی با سندهای مفرد نقل شده است. اما در سیره ابن هشام و احتمالاً در سیره ابن اسحاق نقل نشده است. مونتگومری وات این حادثه را به اندازه‌ای شگفت‌انگیز می‌داند که نمی‌تواند آن را به عنوان اختراع محض بپذیرد. او به استناد قرآن (حج، آیه ۵۲) بر این باور است که دست کم در وحی در یک مورد شیطان چیزی به او افکند. در مقابل دانشنامه اسلام دلیل وات را ناکافی می‌داند و می‌نویسد «داستان غرانیق در شکل فعلی آن به گونه‌ای که توسط طبری، واقدی و ابن سعد نقل شده تحت عنوان واقعیت تاریخی به دلایل مختلف قابل پذیرش نیست.» این دانشنامه اما امکان وجود برخی حقایق تاریخی پشت این داستان را منتفی نمی‌داند. تقریباً همگی مسلمانان سراسر سده‌ها، این داستان را ساختگی دانسته و رد می‌کردند. بیشتر مسلمانان دوران معاصر تا پیش از انتشار رمان جنجالی «آیات شیطانی» در دهه ۱۹۸۰ میلادی به دست سلمان رشدی در این مورد، از این ماجرا آگاهی‌ای نداشتند.

## در منابع
از میان قدیمی‌ترین سیره‌های به دست رسیده، واقدی، ابن سعد و طبری این داستان را ذکر می‌کنند، اما این داستان در ابن هشام یافت نمی‌شود. این داستان تقریباً در تمام منابعی که از قرون اولیه به دست ما رسیده ذکر شده، البته در جزئیات این داستان میان این منابع اتفاق نظری وجود ندارد. اینکه آیا این داستان در قدیمی‌ترین زندگی‌نامه محمد مربوط به ابن اسحاق آمده بوده یا نه اختلاف نظر است (به عنوان مثال یوری روبین، شهاب احمد معتقدند که بوده و آلفرد ولش معتقد است که احتمالاً نبوده). نوشته‌های بجا مانده از علمای اسلامی از قرن چهارم اسلامی به بعد به صورت شدیدی صحت تاریخی این روایت را زیر سؤال می‌برند چنانچه امروزه عموم عالمان اسلامی داستان غرانیق را ساختگی می‌دانند. استدلال‌های اصلی مسلمانان برای زیر سؤال بردن داستان، تصویری است که از محمد ترسیم شده که در آن توانایی تشخیص وحی از القائات شیطان را ندارد، عصمت پیامبران، و ضعف سلسله روات احادیث مربوط به داستان می‌باشد. اکثر اسلام‌شناسان غربی این داستان را با این استدلال پذیرفته‌اند که امکان اینکه مسلمانان خودشان چنین داستانی را ابداع کنند، یا اینکه آن را از معاندان اسلام بپذیرند کم است زیرا این داستان پیامبرشان را در وضعیت غیرمطلوبی و بدی نشان می‌دهد. استدلال آن گروه از اسلام شناسان غربی که صحت ماجرا را زیر سؤال می‌برند به شرح زیر است: جان بورتن استدلال می‌کند که مسلمانان انگیزه ابداع این داستان را داشته‌اند زیرا جهت استفاده در مباحث رایج مربوط به نوع خاصی از بحث ناسخ و منسوخ سودمند بوده است، و به‌علاوه طبری این داستان را تنها در بخشی از تفسیرش ذکر می‌کند که مربوط به بحث ناسخ و منسوخ می‌باشد. شهاب احمد در پاسخ به استدلالی که کم‌احتمال بودن ابداع داستان توسط خود مسلمانان را بیان می‌کند، این‌گونه استدلال می‌کند که پذیرش گسترده مسلمانان قدیمی نشان می‌دهد که از دیدگاه مسلمانان آن زمان این داستان بدیمن و شوم نبوده است که بخواهند در مقابل ابداع آن موضع‌گیری منفی کنند. آلفورد ولش اشاره به بخش‌هایی از داستان می‌کند که یا از نظر تاریخی کم احتمال هستند یا مربوط به دوران زندگی محمد در مدینه (و نه مکه) هستند. بر پایه این استدلالات او نتیجه می‌گیرد که شکل حاضر داستان بخش‌هایی غیر تاریخی دارد، ولی امکان آن هست که داستان در شکل نهایی آن تحریف یافته ماجرایی باشد که حقیقت تاریخی داشته است.

## نقدها
1. سجده کردن، مسجد و امثال آن‌ها که در ذیل داستان غرانیق آمده در دوران حضور مسلمانان در مکه وجود نداشتند.[۲۹]
2. طبری مطلب را به گونه‌ای آورده که داستان غرانیق (از سوره مکی نجم) روز اتفاق افتاد و آیه ۵۳ سوره حج همان شب نازل شد. حال آنکه سوره حج مدنی است و فاصله بین نزول دو سوره نجم و حج حداقل پنج سال است.[۲۱]
3. به نقل ابن سعد غرانیق در رمضان سال پنجم بعثت رخ داد و مهاجران در شوال همان سال به مکه بازگشتند. اینکه مسافری از مکه خبر را به حبشه برساند و بعد مهاجران از حبشه به مکه بازگردند در آن زمان در یک ماه ممکن نبود.[۲۲]